# Rámcový vzdělávací program pro předškolní vzdělávání
Rámcový vzdělávací program pro předškolní vzdělávání (RVP pro PV) je veřejný dokument přístupný pro pedagogickou i nepedagogickou veřejnost. Jedná se o kurikulární dokument (obsah vzdělávání).
Kurikulární dokumenty jsou tvořeny na školní (školní vzdělávací programy) nebo státní úrovni. Kurikulárním dokumentem státní úrovně je Národní program vzdělávání (vymezující vzdělávání jako celek) a rámcový vzdělávací program (vymezující jednolité etapy vzdělávání).
 
RVP pro předškolní vzdělávání je jednou ze závazných etap spadajících pod RVP (společně se základním a středním vzděláváním). Rámcový vzdělávací program pro předškolní vzdělávání vymezuje hlavní požadavky, podmínky a pravidla pro vzdělávání dětí předškolního věku v předškolních institucích. Přesná formulace RVP PV vychází z Národního programu rozvoje vzdělávání (Bílá kniha) a ze zákona č. 561/2004 Sb., o předškolním, základním, středním, vyšším odborném a jiném vzdělávání. 

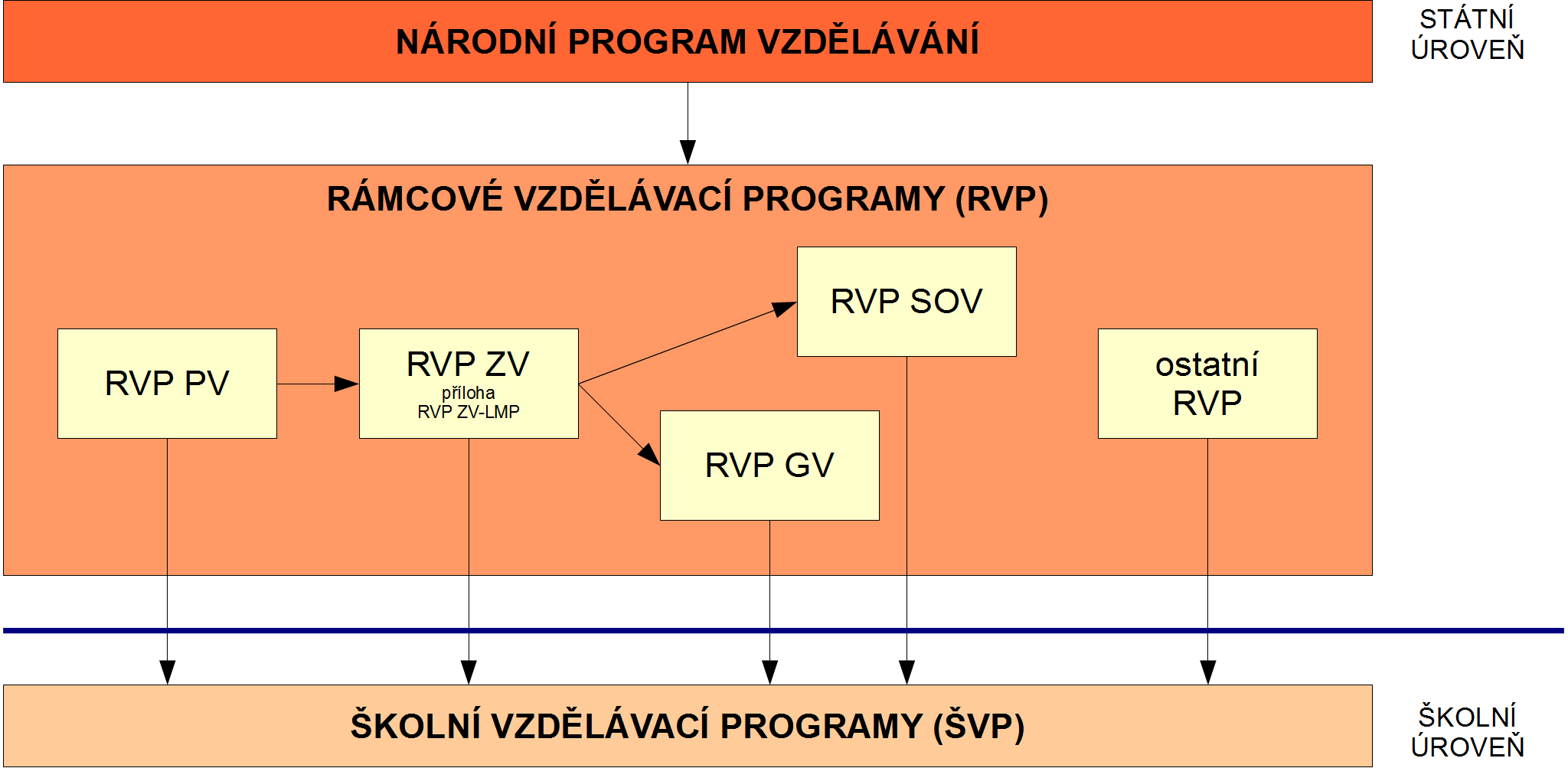
Systém kurikulárních dokumentů

## Cíle předškolního vzdělávání
RVP PV pracuje se čtyřmi kategoriemi, které si stanovují cíle v podobě záměrů a výstupů. Kategorie jsou vzájemně propojené a tím tvoří funkční systém.

### Rámcové cíle
Jedná se o obecné cíle, jejichž záměrem je rozvíjet dítě po fyzické, psychické i sociální 
stránce. 
Rámcové cíle, které jsou klíčové k rozvoji dítěte jsou:
1. rozvíjení dítěte, jeho učení a poznání
2. osvojení základů hodnot, na nichž je založena naše společnost
3. získání osobní samostatnosti a schopnosti projevovat se jako samostatná osobnost  působící na své okolí

### Klíčové kompetence
Klíčové kompetence jsou obecné výstupy jedinců v rámci rozvíjení jejich vědomostí, dovedností, schopností, postojů a hodnot důležitých pro jejich osobní rozvoj. Děti si začínají kompetence osvojovat v předškolním vzdělávání a postupně si je osvojují celý život. Klíčové kompetence nabízí učitelům představu o tom, kam směřovat.

Pro etapu předškolního vzdělávání jsou za klíčové kompetence považovány tyto:
- kompetence k učení
- kompetence k řešení problémů
- kompetence komunikativní
- kompetence sociální a personální
- kompetence činnostní a občanské

Každá z kompetencí zahrnuje určité body, kterých by měly jedinci v rámci předškolního 
vzdělávání dosáhnout.

### Dílčí cíle
Vyjadřují konkrétní záměry, které úzce souvisí se vzdělávacími oblastmi 

### Dílčí výstupy
Jedná se o poznatky, dovednosti, postoje a hodnoty, které odpovídají dílčím cílům

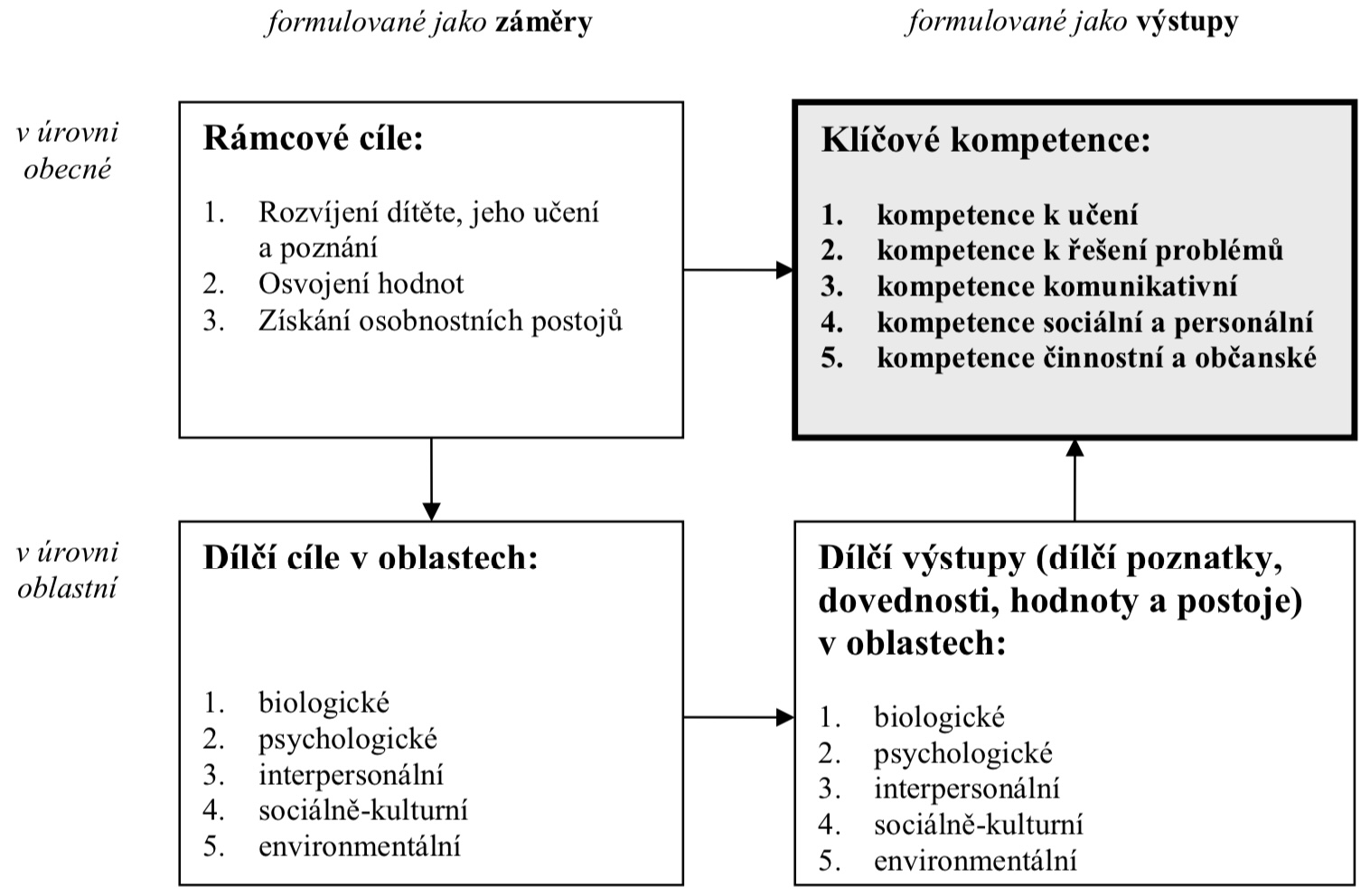
Schéma cílů předškolního vzdělávání

## Vzdělávací obsah v Rámcovém vzdělávacím programu pro předškolní vzdělávání
Obsah předškolního vzdělávání je hlavní prostředek vzdělávání dětí v mateřské škole. Obsah je vymezený tak, aby díky němu děti dosahovaly dílčích cílů. Vzdělávací obsah je stanoven pro děti ve věku od 2 do 7 let (celá věková skupina MŠ).
Vzdělávací obsah je v RVP PV uspořádán do pěti vzdělávacích oblastí: biologické, psychologické, interpersonální, sociálně-kulturní a environmentální (vše je vzájemně propojeno s dílčími cíli a s dílčími výstupy).

Tyto oblasti jsou nazvány:
1. Dítě a jeho tělo (biologická)  Podpora růstu, tělesné zdatnosti, sebe obslužných dovedností a zdravých životních návyků.
2. Dítě a jeho psychika (psychologická)  Podpora psychické zdatnosti a odolnosti, rozvoj intelektu, řeči a poznávacích procesů.
3. Dítě a ten druhý (interpersonální)  Podpora utváření vztahů a obohacení vzájemné komunikace.
4. Dítě a společnost (sociálně-kulturní)    Uvedení dětí do společnosti, do světa kultury i materiálních a duchovních hodnot.
5. Dítě a svět (environmentální)    Podpora znalostí dítěte o okolním světě a o vlivu člověka na okolní prostředí.

Každá oblast zahrnuje tyto vzájemně propojené kategorie :
- dílčí cíle (záměry)  - to, co by měl učitel u dítěte sledovat/v čem ho podporovat
- vzdělávací nabídka  - souhrn praktických a intelektových činností
- očekávané výstupy  (předpokládané výsledky) - dílčí výstupy, které jsou v dané úrovni vzdělávání dosažitelné

## Principy Rámcového vzdělávacího programu pro předškolní vzdělávání
Rámcový vzdělávací program předškolního vzdělávání je formulovaný tak, aby skrze principy, plnil odborné požadavky.

Mezi hlavní principy patří: 
- Akceptace přirozených vývojových specifik dětí předškolního věku a jejich promítání do obsahu, forem a metod jejich vzdělávání
- Rozvoj a vzdělávání každého jednotlivého dítěte v rozsahu s jeho individuálními možnostmi a potřebami
- Vytváření základů klíčových kompetencí dosažitelných v etapě předškolního vzdělávání
- Definice kvality předškolního vzdělávání z hlediska cílů vzdělávání, podmínek, obsahu i výsledků, které má přinášet
- Zajištění srovnatelné pedagogické účinnosti vzdělávacích programů vytvářených a poskytovaných jednotlivými mateřskými školami
- Vytváření prostoru pro rozvoj různých programů a koncepcí i pro individuální profilaci každé mateřské školy
- Možnost mateřských škol využívat různé formy i metody vzdělávání a přizpůsobovat vzdělávání konkrétním regionálním i místním podmínkám, možnostem a potřebám